# Jeunesse Sportive Soualem
La Jeunesse Sportive Soualem (in arabo الشباب الرياضي السالمي‎?), nota anche come Chabab Riadi Salmi, è una società polisportiva marocchina della città di Soualem. Milita nella Botola 1 Pro, la massima divisione del campionato marocchino di calcio.
Gioca le partite casalinghe allo stadio municipale di Berrechid (5 000 posti), stante la temporanea indisponibilità dello stadio municipale di Soualem.

## Storia
Fondato il 15 luglio 1984, al termine della stagione 2017-2018 il club ha vinto lo Championnat National Amateur, la terza divisione del campionato marocchino di calcio, venendo promosso nella Botola 2 per la prima volta nella sua storia.
Al termine della stagione 2020-2021, sotto la guida dell'allenatore Redouane El Haimer, ha ottenuto il secondo posto nel campionato di seconda divisione nazionale, venendo promosso per la prima volta nella Botola 1 Pro, la massima divisione marocchina.

## Palmarès

### Competizioni nazionali
- Campionato marocchino di terza divisione: 1

2017-2018

### Altri piazzamenti
- Campionato marocchino di seconda divisione:

secondo posto: 2020-2021